# Gia Phố
Gia Phố là một xã thuộc huyện Hương Khê, tỉnh Hà Tĩnh, Việt Nam.

## Địa lý
Xã Gia Phố có vị trí địa lý:
- Phía đông giáp xã Lộc Yên
- Phía tây giáp thị trấn Hương Khê và xã Hương Long
- Phía nam giáp thị trấn Hương Khê
- Phía bắc giáp xã Hương Giang và xã Hương Thủy.

Xã Gia Phố có diện tích 11,55 km², dân số năm 2022 là 6.944 người, mật độ dân số đạt 601 người/km².

## Hành chính
Xã Gia Phố được chia thành 14 xóm: 1, 2, 3, 4, 5, 6, 7, 8, 9, 10, 11, 12, 13, 14.

## Lịch sử
Ngày 17 tháng 7 năm 2019, HĐND tỉnh Hà Tĩnh ban hành Nghị quyết số 157/NQ-HĐND về việc:
- Thành lập thôn Thượng Hải trên cơ sở thôn Phố Thượng và thôn Hải Thịnh.
- Thành lập thôn Đông Thịnh trên cơ sở thôn Phố Hạ và thôn Phố Trung.